# کریستیان وگمان
کریستیان وگمان (انگلیسی: Christian Wegmann؛ زادهٔ ۲۲ فوریهٔ ۱۹۷۶ ‏(۴۹ سال)) دوچرخه‌سوار اهل آلمان است.